# La Légende (film, 2018)
 (mai 2020).
Si vous disposez d'ouvrages ou d'articles de référence ou si vous connaissez des sites web de qualité traitant du thème abordé ici, merci de compléter l'article en donnant les références utiles à sa vérifiabilité et en les liant à la section « Notes et références ».
Pour l’article homonyme, voir La Légende.
Pour plus de détails, voir Fiche technique et Distribution.
La Légende est un film français de fiction dramatique écrit et réalisé par Florian Hessique, sorti le 6 juin 2018.
Il est sélectionné comme film d'ouverture de la compétition dans la catégorie « Cannes écrans juniors », le 14 mai  2018 lors du Festival de Cannes.

## Synopsis
Jean-Christophe Markovic, 25 ans, est au sommet de sa carrière de basketteur lorsqu'il décide de retourner dans son club formateur tout juste promu au plus haut niveau. Un choix inattendu pour celui dont le rêve ultime est d'être sélectionné en équipe de France.

## Fiche technique
- Titre original : La Légende
- Réalisateur et scénario : Florian Hessique
- Photographie : Antoine Sorin
- Montage : Maximilien Bordes
- Son : Aleksandar Firkosic
- Déco : Julien Richard
- Costumes : Émilie Malfaisan
- Distribution : MC4 Distribution
- Pays d'origine  France
- Langue originale : français
- Format : couleur
- Durée : 83 minutes
- Genre : drame
- Date de sortie :
  - France : 6 juin 2018

## Distribution
- Florian Hessique : Jean-Christophe Markovic
- Géraldine Lapalus : Laure
- Patrick Préjean : le président Morel
- Olivier Pagès : Dominique Bernard
- Fedele Papalia : Félini
- Olivier Raynal : Frédéric
- Frédéric Radepont : Philippe
- Jean-Christophe Bouvet : le président Rousseleau
- Emmeline Ndongue : elle-même
- Eric Naulleau : lui-même
- Léopold Bellanger : Johan Lucenère
- Kevin Miranda : Charles Brouard
- Alain De Senne : le speaker
- Rebecca Toyb Dada : La fille de la discothèque 2

## Autour du film
Florian Hessique et Patrick Préjean ont été décorés de la médaille de la ville d'Angers par le maire Christophe Béchu lors de l'avant-première nationale du film, le 17 mai 2018.
Florian Hessique a reçu le "Grand Jury Award" du meilleur acteur de l'année en Italie au Oniros Film Awards lors de la cérémonie annuelle du 24 Aout 2019 pour son rôle de Jean-Christophe Markovic dans le film.
Le 12 mars 2019 le livre "Markovic par Jean-Christophe - dans les coulisses du sport business" écrit par Florian Hessique sort aux éditions l'Harmattan. Au travers de ce roman on suit le personnage de Jean-Christophe Markovic, dans le monde du basket professionnel.